# Vajrayana
Vajrayana (sanskrit वज्रयान vajrayāna "diamantfartøjet" også kaldet diamantvejsbuddhisme eller tantrisk buddhisme) er en af de tre store hovedretninger i buddhismen.

## Oprindelse
Grundlaget for vajrayanabuddhisme udvikledes i Indien, hvor de første tantriske buddhistiske tekster blev forfattet i det fjerde århundrede e.Kr. som del af en generel tantrisk bevægelse, der også påvirkede den samtidige hinduisme. Indien var centrum for vajrayanabuddhismens udvikling til det 11. århundrede, men som de andre former for buddhisme forsvandt den efterhånden fra det indiske hovedland, og i det trettende århundrede var buddhismen stort set forsvundet fra Indien.

## Geografisk udbredelse
I mellemtiden var vajrayana i det 8. århundrede blevet introduceret til Tibet af den indiske helgen Padmasambhava, der på den tibetanske konges foranledning var kommet til landet for at formidle den tantriske buddhisme. I Tibet hang vajrayanabuddhismen ved, da den uddøde i Indien, og med tiden blev den intimt forbundet med tibetansk kultur og indgik i flere blandingsformer med Tibets endogene bön-religion. Af samme grund kaldes den ofte tibetansk buddhisme. 
Som mahayana-buddhismen kom også vajrayana fra Indien til Kina via Silkevejen engang i løbet af det 7. århundrede. Vajrayana ankom netop, som buddhismen var ved at vinde indpas i Kina, og blev modtaget med stor interesse af det buddhismevenlige Tang-dynasti. I dag findes den kinesiske vajrayanabuddhisme primært i det sydvestlige Kina, der grænser op til Tibet.
I 804 sendte den japanske kejser Kammu munken Kukai til Tang-dynastiets hovedstad for at erhverve sig den seneste buddhistiske viden. Kukai tillagde sig meget af den nyankomne vajrayana-tankegang og bragte en version tilbage til Japan, hvor han grundlagde Shingon-buddhismen, der stadig praktiseres i Japan.
En anden japansk munk, Saicho, blev sendt til Kina omtrent samtidig med Kukai. Han hjembragte først og fremmest filosofi fra den indflydelsesrige T'ien-t'ai skole, men fik også en hel række tantriske initieringer. Han grundlagde Tendai skolens Ekayana (Det Ene Fartøj, syntesen af alle veje til oplysning) i Japan, som bygger på esoteriske belæringer (tantra), zen-meditation, bodhisattva-forskrifter og T'ien-t'ai-filosofi.
Herudover er vajrayana også særligt udbredt i Nepal, Bhutan, Mongoliet, tilgrænsende områder i Rusland samt i Kalmykien, en overvejende buddhistisk russisk republik i det nordlige Kaukasus, det eneste overvejende buddhistiske land i Europa.

### Vajrayana i Vesten
Vajrayana kom til Vesten i forbindelse med Kinas invasion af Tibet i 1951 og 1959. Mange hundrede tusinder tibetanere blev tvunget til at flygte, herunder en lang række buddhistiske lamaer. Da hippierne fra Europa og Amerika i deres søgen efter stoffer og nye oplevelser begyndte at rejse til Østen, skete der her et møde mellem højt realiserede mestre og en idealistisk og intellektuel vestlig kultur.
Diamantvejsbuddhismen har siden spredt sig til hele verden, med undtagelse af Afrika og de muslimske lande.

## Vajrayanas særkender
Det særlige ved vajrayanabuddhisme er bl.a. at den bruger nogle særlige (tantriske) metoder til at eliminere karma. Dette kan være forskellige "vajrayanameditationer" typisk med en såkaldt opbyggende og fuldendende fase.
Vajrayana adskiller sig fra andre former for buddhisme, ved at den lægger stor vægt på lærerens, lamaens, rolle, og den kaldtes derfor også lamaisme. Hvor man normalt bliver buddhist ved at tage tilflugt til Buddha, dharma (læren) og sangha (det buddhistiske fællesskab), tager vajrayana-buddhisten dertil også en fjerde tilflugt, nemlig tilflugten til sin lama.
Den kendteste vajrayana-buddhist i dag er Dalai Lama, overhoved for Gelug-skolen, en af de fire store tibetanske vajrayana-skoler.

### Lama
En kvalificeret lama skal holde en  overførselslinje, som går tilbage til den historiske Buddha Sakyamuni. Der findes flere overførselslinjer, som hver indeholder særlige belæringer, metoder og meditationer. Disse linjer er gået fra lærer til elev siden Buddha for 2.500 år siden.

### Tantra
Ordet tantra betyder "at væve". Tantra hentyder til krop, tale og sind, der væves til en helhed. Buddhistisk tantra indebærer brugen af mantraer, meditation på  jidamer (meditationsformer), guru yoga (identifikation med lamaen) og fastholden af det højeste syn. Den grundlæggende metode i buddhistisk tantra er at identificere eller meditere direkte på sindets natur.
(Det er vigtigt ikke at forveksle buddhistisk tantra med hinduistisk tantra, der indebærer særlige yoga-stillinger og undgåelse af ejakulation. Den grundlæggende metode i hinduistisk tantra er opbygning og transformation af energi.)

## Daglig praksis i Tibet
For mange tibetanere er religionen det vigtigste element i deres tilværelse. Den tibetanske hverdag er fyldt med religiøse handlinger, der skal skaffe god karma eller afværge ondt. At være rettet mod skabelsen af karma betyder ikke, at livet er et hårdt slid for at gøre gode gerninger, for handlinger er kun gode, når de er en handlen ud af hengivenhed for Buddha og Buddhas lære (dharma). Skyld tynger ikke Østens mennesker som den gør i Vesten, for enhver bærer selv ansvaret for sine handlinger og må derfor også selv tage de karmiske konsekvenser, det medfølger.
Bønner er en stor del af tibetanernes hverdag. De følger dem i næsten alle gøremål dagen igennem. De fremsiger mantraer. Fremsigelsen af mantraer er ofte forbundet med brugen af bedekrans eller bedemølle. I ethvert tibetansk hjem er der et husalter, oftest bestående af en buddhafigur og syv offerskåle. Hver morgen skal alteret anrettes, og tibetanerne begynder oftest med at bøje sig tre gange for det efterfulgt af en meditation, og derefter fejes gulvet, så onde ånder jages ud. Det gælder både de indre og ydre. Mange går (evt. med deres husdyr) en tur rundt om det nærmeste tempelområde, mens der siges mantraer. Ved at gå rundt om det hellige sted modtages åndelig kraft og styrke. Enkelte laver glidefald, dvs. at de måler hele vejen rundt med deres krop. Glidefaldet er et tegn på hengivelse samt en renselse af legeme, tale og sind. Med legemet laves selve det fysiske glidefald, med talen fremsiges tilflugtsbønnen, og med sindet visualiseres et bestemt meditationsbillede, der symboliserer tilflugten. Tibetanerne mener at disse glidefald fjerner stolthed og andre egoistiske følelser og vender sindet mod erkendelse.